# Połczyn-Zdrój
Połczyn-Zdrój é um município da Polônia, na voivodia da Pomerânia Ocidental e no condado de Świdwin. Estende-se por uma área de 7,22 km², com 8 307 habitantes, segundo os censos de 2016, com uma densidade de 1152,1 hab/km².